# James John Walker
James John Walker, também conhecido como Jimmy Walker ou Beau James (Nova Iorque, 19 de junho de 1881 - 18 de novembro de 1946), foi prefeito da cidade de Nova Iorque de 1926 a 1932. Político carismático, ele foi um democrata liberal e membro da poderosa Tammany Hall. Durante um escândalo de corrupção, ele foi forçado a renunciar.

## Primeiros anos
Walker era filho do imigrante irlandês William H. Walker, proprietário de uma carpintaria e serraria que era muito ativo na política local como deputado e vereador democrata de Greenwich Village - desmentindo as afirmações dadas por Walker de que ele teria crescido na pobreza. Não se destacou nos estudos e abandonou a faculdade antes se formar na New York Law School, em 1904. Seu pai desejava que ele se tornasse advogado e político, mas Walker preferia compor canções e envolver-se com a indústria da música. Em 1909, ele finalmente iniciou sua carreira política e, em 1912, foi aprovado no bar exam.

## Carreira política
Walker ocupou um assento na Assembleia do Estado de Nova Iorque de 1910 a 1914 e no Senado Estadual de 1915 a 1925, desempenhando as funções de líder da minoria (1920 a 1922 e 1925) e de presidente temporário (1923 a 1924). No Senado ele opôs-se firmemente à chamada Lei seca.